# Bassano del Grappas sexdagars
Bassano del Grappas sexdagars (italienska: Sei giorni di Bassano del Grappa) var ett italienskt sexdagarslopp i bancykling som avhölls i juli på den 400 m långa utomhusvelodromen Velodromo Rino Mercante i Bassano del Grappa i juli från 1986 till 1990 och därefter från 1996 till 1998. 2012 och 2013 återupptogs tävlingen tillfälligt, men då reducerad till ett "trekvällarslopp" (Tre sere di Bassano del Grappa).
Flest segrar, tre stycken, vanns av australiern Danny Clark.

## Podieplaceringar
| År         | Vinnare                                     | Tvåa                                              | Trea                                           |
| 1986       | Roberto Amadio Danny Clark Francesco Moser  | Anthony Doyle Silvio Martinello Paolo Rosola      | Gert Frank Urs Freuler Josef Kristen           |
| 1987       | Moreno Argentin Anthony Doyle Roman Hermann | Pierangelo Bincoletto Danny Clark Francesco Moser | Adriano Baffi Josef Kristen Hans-Henrik Ørsted |
| 1988       | Danny Clark Francesco Moser                 | Adriano Baffi Anthony Doyle                       | Silvio Martinello Stan Tourné                  |
| 1989       | Adriano Baffi Danny Clark                   | Pierangelo Bincoletto Stan Tourné                 | Stefano Allocchio Silvio Martinello            |
| 1990       | Volker Diehl Silvio Martinello              | Marat Ganejev Konstantin Chrabtsov                | Mario Cipollini Urs Freuler                    |
| 1991- 1995 | ej avhållet                                 |                                                   |                                                |
| 1996       | Silvio Martinello Marco Villa               | Bruno Risi Kurt Betschart                         | Cristiano Citton Andrea Collinelli             |
| 1997       | Cristiano Citton Andrea Collinelli          | Silvio Martinello Marco Villa                     | Bruno Risi Kurt Betschart                      |
| 1998       | Marco Villa Adriano Baffi                   | Andrea Collinelli Giovanni Lombardi               | Etienne De Wilde Matthew Gilmore               |